# 林伍德峰
林伍德峰（英語：Linwood Peak）是南極洲的山峰，位於瑪麗伯德地，處於龍尼山以西26公里，屬於福特山脈的一部分，由美國研究隊發現和繪入地圖，現時由南極條約體系管理。